# Supercopa Asiática 1999
La Supercopa de la AFC 1999 fue la V edición de la Supercopa de la AFC. Fue campeón el club japonés Júbilo Iwata que derrotó al árabe Al-Ittihad tras disputar partidos de ida y vuelta.

## Clubes clasificados
Se fueron decidiendo a lo largo de 1999 entre dos equipos de la confederación de Asia.
| AFC (Asia) |  | Júbilo Iwata |  | Campeón de la Liga de Campeones de la AFC (1999) |
| AFC (Asia) |  | Al-Ittihad   |  | Campeón de la Recopa Asiática (1999).            |

## Resultados

### Partido de ida
| 22 de octubre de 1999 | Júbilo Iwata         | 1:0 (1:0) | Al-Ittihad | Estadio Yamaha, Japón, Iwata (Shizuoka) |  |
|                       | 90' Masashi Nakayama |           |            |                                         |  |

### Partido de vuelta
| 19 de noviembre de 1999 | Al-Ittihad                             | 2:1 (0:0) | Júbilo Iwata         | Estadio Príncipe Abdullah al-Faisal, Jeddah, Arabia Saudita |  |
|                         | 78' Hassan Al Yani 90' Mohammad Haider |           | 58' Masashi Nakayama |                                                             |  |

| Campeón Júbilo Iwata |